# Alexander (illusionista)
Elio Alexander De Grandi, in arte Mago Alexander (Torino, 27 gennaio 1951), è un illusionista e conduttore televisivo italiano.

## Biografia

### Gli inizi
Grazie a due suoi professori, Padre Gabriele Navone junior ed Ermanno Buffa di Perrero, prestidigitatori appassionati, inizia ad esercitarsi nell'illusionismo a soli dieci anni, quando frequenta le scuole presso l'Istituto Sociale dei gesuiti torinesi. Il secondo lo porta con sé al circolo Amici della Magia.
Studente brillante, terminato il liceo classico si iscrive alla facoltà di medicina con il proposito di diventare medico e specializzarsi poi in psichiatria.
Nella primavera del 1973 partecipa al Festival Internazionale della Magia di Saint Vincent presso il teatro del locale Casinò. Vince il Gran Premio Bustelli e la stampa inizia ad interessarsi a lui.
Alcuni mesi dopo a Parigi vince il terzo premio nella categoria della manipolazione al Congresso mondiale della FISM, il campionato mondiale dei prestigiatori che si svolge ogni tre anni.

### Il successo
A cavallo tra gli anni settanta e ottanta condivide i palinsesti televisivi con altri due celebri nomi dell'illusionismo italiano, Silvan e Tony Binarelli.
Nel 1976 debutta su Rai 1 nella prima edizione di Domenica in, voluto da Corrado come ospite fisso in tutte le puntate.
Nel 1978 conduce, sempre su Rai 1, Uffa, domani è lunedì con Maurizio Micheli.
Nel 1979 ancora la domenica pomeriggio su Rai 1 partecipa alla serie Tre stanze e cucina con Sandra Mondaini, Ave Ninchi e Tullio Solenghi.
Nel 1981 debutta come autore e protagonista di una trasmissione articolata in quattro puntate il sabato in prima serata su Raiuno: Zim Zum Zam; alla trasmissione, realizzata al Teatro delle Vittorie, intervengono anche celebri stelle della musica internazionale come Toto, Kate Bush, Dionne Warwick.
Nel 1983, ancora al sabato sera, presenta la seconda serie di Zim Zum Zam, nuovamente con un buon riscontro di pubblico.
Nel 1984 partecipa a Noi con le ali (Rai 2) e  La luna nel pozzo (Italia uno), e conduce il Girofestival.
Nel 1987 presenta su Rai 1, al sabato sera, le 12 puntate di Sotto le stelle. Lo vedono tra i protagonisti anche altre trasmissioni come Fantasmi, ancora Domenica In, il salotto di Raffaella Carrà.
Nel 1989 appare con Carmen Russo e la coppia Franco Franchi-Ciccio Ingrassia nelle sei puntate di Io Jane, tu Tarzan (Raiuno).

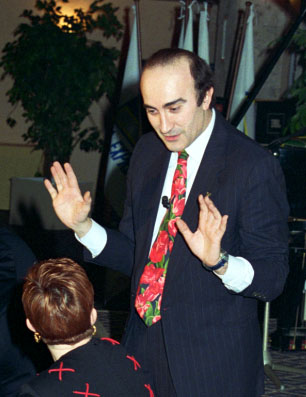
Alexander durante uno spettacolo nel 1995

Nel 1992 partecipa saltuariamente al programma Non è la Rai e successivamente alle nove puntate dello spettacolo Bulli e Pupe, in prima serata su Canale 5 con Paolo Bonolis. Nel frattempo intraprende una serie di esibizioni all'estero. Per cinque anni, un mese ogni anno, partecipa a Sabado sensacional, uno show che si registra a Caracas e che viene irradiato in tutto il continente sudamericano.
Nel 1995 è ospite fisso della trasmissione televisiva Carramba che sorpresa!, condotta da Raffaella Carrà. Partecipa anche a Domenica in, Buona Domenica e Sotto a chi tocca.
Nel 1996 è ospite frequente di Gocart, programma quotidiano di Rai 2 in prima serata, e del programma quotidiano della Carrà 40 minuti con Raffaella (Raiuno). Otto puntate con Heather Parisi in Arriba Arriba (Rai 2). Chiude l'anno con Sotto a chi tocca a Capodanno su Canale 5.
Nel 1997 partecipa a Il gatto e la volpe e Tira & Molla su Canale 5, L'Italia del Giro e Casa per casa su Rete 4 e Due come voi su TMC.
In quell'anno i quotidiani riportano la notizia di una disavventura capitatagli a Dubai, quando il prestigiatore è stato arrestato perché accusato di atti osceni con un cittadino degli Emirati Arabi in un bagno pubblico. Nel giro di pochi mesi tuttavia è stato scagionato da tutte le accuse in quanto il fatto non è realmente accaduto. Sul pavimento del bagno dove si trovavano Alexander e l'altro ragazzo era stato infatti abbandonato un profilattico, scatenando l'equivoco.

### Anni 2000
Negli anni successivi la sua presenza televisiva è andata calando, anche se ha comunque continuato a partecipare come ospite a varie trasmissioni e spettacoli in Italia e all'estero.
Nel 2007 ad Alessandria ha tenuto un "Corso di pickpocketing" (borseggio) di quattro giorni organizzato dalla Regione Piemonte istruendo 90 tra agenti di polizia locale, carabinieri e poliziotti. Alexander si è ispirato a Bob Arno, un prestigiatore che lavora a Los Angeles e che borseggia per finta i turisti per allertarli sui pericoli che corrono in quella città.

## Pubblicazioni
- Alexander A scuola di... magia , Cinisello Balsamo, Edizioni paoline, [1992].
- Degrandi, Elio Alexander K'S first case, Longman Group, Harlow, 1975 (B)